# Kek
Kek, auch Kuk, ist ein altägyptischer Gott, der seit dem Mittleren Reich belegt ist. Seit dem Neuen Reich bildete er mit seiner Gemahlin Keket ein Götterpaar und zählt seit dieser Zeit als Urgott zu der Achtheit von Hermopolis.
In das Mittlere Reich datiert eine Erklärung der mythologischen Verbindungen von Kek: Schu ist umhüllt mit dem Lebenshauch der Kehle des Benu am Tag, als Atum entstand in Heh, Nun, Kek und Tenemu.